# Hypocharassus pruinosus
Hypocharassus pruinosus är en tvåvingeart som först beskrevs av Wheeler 1898.  Hypocharassus pruinosus ingår i släktet Hypocharassus och familjen styltflugor. Inga underarter finns listade i Catalogue of Life.